# Zejnal Kandi
Zejnal Kandi (perski: زينال كندي) – miejscowość w Iranie, w ostanie Azerbejdżan Zachodni. W 2006 roku miejscowość liczyła 1105 mieszkańców w 244 rodzinach.